# Libera Folio
 (octobre 2015).
Si vous disposez d'ouvrages ou d'articles de référence ou si vous connaissez des sites web de qualité traitant du thème abordé ici, merci de compléter l'article en donnant les références utiles à sa vérifiabilité et en les liant à la section « Notes et références ».
Libera Folio (de l'espéranto : Feuille Libre) est un webjournal espérantophone traitant du mouvement espérantophone, indépendant de l'Association mondiale d’espéranto, lancé le 12 avril 2003. Sa rédaction se fixe pour but de « faire la lumière, avec sobriété et esprit critique, sur des évolutions au sein du mouvement espérantophone ». Le journal a été fondé par István Ertl et Kalle Kniivilä (eo). À partir de septembre 2018, Kalle Kniivilä laisse sa place à Jukka Pietiläinen (eo).

## Histoire
L'idée de fonder le journal indépendant Libera Folio est apparue durant la première semaine d'avril 2003, tout de suite après la démission du secrétaire permanent au congrès de l'Association mondiale d’espéranto, Nikola Rašić. Cette démission fut l'un des points culminants de la crise qui avait alors lieu au sein de la principale organisation espérantophone mondiale. Elle a aussi fait particulièrement sentir le manque d'informations et de commentaires fiables concernant les événements au sein du mouvement espérantophone. Pendant cette semaine, le 11 avril, Libera Folio est apparu sur Internet avec trois articles sur le thème : Nikola Rašić quitte le Bureau Central. Le jour officiel du lancement fut le 12 avril, lorsqu'un communiqué concernant ce nouveau journal fut diffusé. Peu de temps après, les journaux espérantophones publièrent les premiers commentaires concernant Libera Folio.
Au départ constitué de pages HTML statiques hébergées directement par Kalle Kniivilä, Libera Folio reçoit en 2004 l'aide de Jan-Ulrich Hasecke, traducteur principal du SGC Plone en espéranto ; le webjournal passe alors sous Plone et sur les serveurs de Jan-Ulrich Hasecke, situation qui restera identique jusqu'en 2016.
Le 15 décembre 2016, Libera Folio abandonne Plone pour passer à WordPress.

## Critiques
Durant le congrès mondial d’espéranto de Göteborg en 2003, quelques mois après la création de Libera Folio, un membre de la direction de l'association mondiale d’espéranto s'est adressé avec colère au rédacteur de Libera Folio, menaçant de ne plus jamais répondre à aucune de leurs questions. La raison était que, la veille au soir, Libera Folio avait cité des paroles inopportunes de cette personne, prononcées lors d'une séance publique.
Pendant l'automne 2004, la nouvelle organisation Mouvement Féministe d'Espéranto (en espéranto : Feminisma Esperanta Movado), a décidé d'adhérer à la Cité Espérantienne et a déclaré peu de temps après que le rédacteur de Libera Folio était persona non grata à cause de ses articles critiques à son égard et concernant son intention d'adhérer à la Cité Espérantienne.

## Statistiques
En décembre 2006, le nombre de visiteurs a pour la première fois dépassé la barre des 3000 par jour. Depuis, le nombre de visiteurs ne cesse d'augmenter. En mars 2007, le nombre quotidien de visiteurs était de 3597, avec un pic de 4590 pour le 6 mars 2007.[réf. nécessaire]
Sur l'intégralité de l'année 2007 Libera Folio reçut 318 536 visites de 96 355 visiteurs, pour un total de 1 460 968 pages lues. En 2013, qui, en 2016, est celle des records, il y eut 145 269 visiteurs qui firent 600 741 visites de 2 368 082 pages. 2015 vit 131 822 visiteurs sur le site.